# Liste der Abgeordneten zum Tiroler Landtag (VII. Gesetzgebungsperiode)
Diese Liste der Abgeordneten zum Tiroler Landtag (VII. Gesetzgebungsperiode) listet alle Abgeordneten zum Tiroler Landtag in der VII. Gesetzgebungsperiode vom 20. Oktober 1970 bis zum 1. Juli 1975 auf. Nach der Landtagswahl 1970 stellte die Österreichische Volkspartei (ÖVP) 23 Abgeordnete, wobei sie gegenüber der Landtagswahl 1965 zwei Mandate verlor. Des Weiteren waren im Landtag die Sozialistische Partei Österreichs (SPÖ) mit zwölf Abgeordneten vertreten, die bei der Wahl zwei Mandate hinzugewinnen konnte. Zudem gehörte wie bereits in der abgelaufenen Periode ein Abgeordneter der Freiheitlichen Partei Österreichs (FPÖ) dem Landtag an.
Nach der Angelobung der Abgeordneten am 20. Oktober 1970 wählten die Landtagsabgeordneten noch am selben Tag die Mitglieder der Landesregierung Wallnöfer III. Die Gesetzgebungsperiode endete mit der Angelobung der Abgeordneten der VIII. Legislaturperiode am 1. Juli 1975.

## Funktionen

### Landtagspräsidenten
In der konstituierenden Sitzung wurde der amtierende Landtagspräsident Alois Lugger (ÖVP) mit 33 von 36 Stimmen wiedergewählt, wobei eine Stimme auf Adolf Troppmair entfiel und zwei Stimmzettel leer geblieben waren. Neuer 1. Vizepräsident wurde Christian Horngacher (SPÖ), womit die SPÖ erstmals seit Jahrzehnten diese Position besetzen konnte, nachdem sie zuvor nur Anspruch auf den 2. Vizepräsidenten gehabt hatte. Horngacher erhielt 31 von 36 Stimmen, wobei fünf Stimmzettel leer geblieben waren. Ebenfalls neu ins Amt des 2. Vizepräsidenten wurde Adolf Troppmair (ÖVP) gewählt, der nur 26 von 36 Stimmen auf sich vereinen konnte. Zwei weitere Stimmen waren auf den ehemaligen 1. Vizepräsidenten Weber Franz entfallen, acht Stimmzettel waren leer geblieben.

### Klubobleute
Die Abgeordneten der ÖVP bildeten in der konstituierenden Sitzung den „Landtagsklub der ÖVP“, wobei Eduard Wallnöfer die Funktion des Klubobmanns übernahm und Alois Lugger bzw. Robert Lackner zu seinen Stellvertretern gewählt wurden. Die SPÖ-Abgeordneten bildeten den „Klub der Sozialistischen Abgeordneten“ und wählten Christian Horngacher zu ihrem Klubobmann sowie Ferdinand Oberfeldner zu seinem Stellvertreter. Auch Otto Wendling bildete alleine den „Klub der Freiheitlichen Partei“, wobei er als einziger Abgeordneter dieses Klubs die Funktion des Klubobmanns übernahm.

### Landtagsabgeordnete
| Name                  | Partei | Wahlkreis       | Anmerkung                                                                  |
| --------------------- | ------ | --------------- | -------------------------------------------------------------------------- |
| Abendstein Ekkehard   | ÖVP    | Mitte           |                                                                            |
| Astner Johann         | ÖVP    | Nord            |                                                                            |
| Bachmann Dietmar      | ÖVP    | Innsbruck-Stadt | In der 1. Landtagssitzung für Fritz Prior nachgerückt                      |
| Berktold Erich        | ÖVP    | West            |                                                                            |
| Breitenberger Hans    | ÖVP    | Mitte           |                                                                            |
| Brettauer Hans        | ÖVP    | Nord            | In der 1. Landtagssitzung für Karl Erlacher nachgerückt                    |
| Entholzer Johann      | SPÖ    | Nord            |                                                                            |
| Erlacher Karl         | ÖVP    | Nord            | Mandatsverzicht in der 1. Landtagssitzung nach Wahl in die Landesregierung |
| Falkner Valentin      | ÖVP    | West            |                                                                            |
| Fili Ernst            | SPÖ    | Mitte           |                                                                            |
| Geiger Engelbert      | ÖVP    | West            |                                                                            |
| Hackl Karl            | SPÖ    | Innsbruck-Stadt |                                                                            |
| Horngacher Christian  | SPÖ    | Nord            |                                                                            |
| Huber Christian       | ÖVP    | Nord            |                                                                            |
| Huter Paul            | ÖVP    | West            |                                                                            |
| Idl Andrä             | SPÖ    | Restmandat      | In der 1. Landtagssitzung für ein SPÖ-Regierungsmitglied nachgerückt       |
| Kaiser Ferdinand      | SPÖ    | Innsbruck-Stadt |                                                                            |
| Kienesberger Alfred   | SPÖ    | Mitte           |                                                                            |
| Köchl Franz           | SPÖ    | Restmandat      | In der 1. Landtagssitzung für ein SPÖ-Regierungsmitglied nachgerückt       |
| Kranebitter Franz     | ÖVP    | Mitte           | ab 21. November 1971 für Rudolf Schwaiger                                  |
| Lackner Robert        | ÖVP    | Innsbruck-Stadt |                                                                            |
| Lettenbichler Adolf   | SPÖ    | West            |                                                                            |
| Lindner Hans          | ÖVP    | Nord            |                                                                            |
| Lugger Alois          | ÖVP    | Innsbruck-Stadt |                                                                            |
| Manzl Leonhard        | ÖVP    | Nord            |                                                                            |
| Mattersberger Josef   | ÖVP    | Ost             |                                                                            |
| Oberfeldner Ferdinand | SPÖ    | Innsbruck-Stadt |                                                                            |
| Prior Fritz           | ÖVP    | Innsbruck-Stadt | Mandatsverzicht in der 1. Landtagssitzung nach Wahl in die Landesregierung |
| Salcher Herbert       | SPÖ    | Restmandat      | Mandatsverzicht in der 1. Landtagssitzung nach Wahl in die Landesregierung |
| Schwaiger Rudolf      | ÖVP    | Mitte           | bis 22. November 1971                                                      |
| Schweiger Johann      | ÖVP    | Mitte           |                                                                            |
| Seewald Hans          | SPÖ    | Mitte           |                                                                            |
| Senfter Alfred        | ÖVP    | Restmandat      |                                                                            |
| Thoman Josef          | ÖVP    | Innsbruck-Stadt |                                                                            |
| Troppmair Adolf       | ÖVP    | Mitte           |                                                                            |
| Wahrstötter Rudolf    | SPÖ    | Nord            |                                                                            |
| Wallnöfer Eduard      | ÖVP    | West            |                                                                            |
| Weber Franz           | ÖVP    | Mitte           |                                                                            |
| Wendling Otto         | FPÖ    | Restmandat      |                                                                            |
| Zanon Fridolin        | ÖVP    | Ost             |                                                                            |
| Zechtl Rupert         | SPÖ    | Restmandat      | Mandatsverzicht in der 1. Landtagssitzung nach Wahl in die Landesregierung |